# Stanley Fischer
Pour les articles homonymes, voir Fischer.
Stanley Fischer, né le 15 octobre 1943 à Mazabuka (Rhodésie du Nord, aujourd'hui Zambie) et mort le 31 mai 2025 à Lexington (Massachusetts), est un économiste israélo-américain. 
Il est gouverneur de la Banque d'Israël de 2005 à 2013 et vice-président du conseil de la Réserve fédérale des États-Unis de 2014 à 2017. Il est le fondateur de la théorie des contrats croisés en macroéconomie et appartient à la nouvelle école keynésienne.

## Biographie

### Jeunesse et études
Stanley Fischer est né en Rhodésie du Nord de parents émigrés de Lettonie et de Lituanie. Il grandit dans le village de Mazabuka. Il se lie à un groupe de jeunes Juifs, par le biais duquel il rencontre sa future femme Rhoda Keet et visite Israël en 1960.
Il obtient une bourse pour étudier à la London School of Economics. Il y reçoit son Bachelor of Science, puis son master en économie entre 1962 et 1966. Il part vivre aux États-Unis et obtient un doctorat en économie au Massachusetts Institute of Technology (MIT) en 1969. Sa thèse est intitulée Essays on assets and contingent commodities, et a été dirigée par Franklin M. Fisher. 
Il devient citoyen américain en 1976.

### Carrière
Stanley Fischer est professeur au MIT de 1977 à 1988, où il a écrit deux manuels populaires de sciences économiques : La Macro-économie (avec Rudiger Dornbusch et Richard Startz) et Conférences de macro-économie (avec Olivier Blanchard). Il y est le professeur de Ben Bernanke et Mario Draghi.
De janvier 1988 à août 1990, il est vice-président du département sciences économiques de développement et économiste principal à la banque mondiale. Ensuite, de septembre 1994 à août 2001, il occupe le poste de premier directeur général adjoint du Fonds monétaire international (FMI).
Après avoir quitté le FMI, Fischer est devenu vice-président de Citigroup et président de Citigroup international, puis directeur du secteur clientèle publique du groupe. Il a par ailleurs  travaillé chez Citigroup de février 2002 à avril 2005.
Stanley Fischer devient gouverneur de la banque d'Israël le 1er mai 2005, poste qu'il accepte le 9 janvier 2005, après être nommé par le Premier ministre Ariel Sharon et le ministre des Finances Benyamin Netanyahou. Il remplace David Klein, dont il achève le mandat qui prend fin le 16 janvier 2006. Il est crédité d'être parvenu à avoir épargné Israël de la crise économique en augmentant les taux, et en poussant pour la dévaluation du shekel. Son mandat est renouvelé en 2010. En avril 2011, Moody's relève la note de l'État d'Israël à A1.
À la suite de la démission de Dominique Strauss-Kahn, Stanley Fischer annonce le 11 juin 2011 sa candidature à la direction générale du Fonds monétaire international (FMI), qu'il connaît bien pour y avoir travaillé. Cependant, sa candidature a été écartée par le conseil d'administration du FMI en raison de la limite d'âge fixée à 65 ans par le règlement intérieur.
En janvier 2013, il annonce sa démission du poste de gouverneur de la banque d'Israël à la fin juin 2013, deux ans avant la fin prévue de son mandat, pour « raisons personnelles »,.
Le 28 mai 2014, il est nommé vice-président du conseil de la réserve fédérale des États-Unis. La Fed s'attend alors à de lourdes pertes, un scénario que Stanley Fischer avait déjà géré avec succès à la banque d'Israël.
Le 6 septembre 2017, il annonce sa démission du poste de vice-président de la réserve fédérale des États-Unis avec effet au 13 octobre de la même année. Avant son départ, il avait ouvertement critiqué certaines mesures de la Fed visant à assouplir les régulations mises en place post-2008. Après son départ, 4 des 7 sièges du conseil d'administration de la Fed sont vacants, une première dans l'Histoire de l'institution, et une opportunité pour le président Donald Trump de nommer une majorité de directeurs favorables à ses politiques économiques.
En février 2019, Stanley Fischer rejoint le groupe de gestion d'actifs BlackRock au titre de conseiller senior sur les questions de politiques des banques centrales. En octobre 2020, il rejoint le conseil d'administration de la Bank Hapoalim, la première fois qu'un gouverneur de la Banque centrale israëlienne rejoint le board d'une banque commerciale, puis quitte ce poste après seulement 8 mois sur un mandat de 3 ans, pour des raisons personnelles.

### Nationalité
Stanley Fischer maîtrise parfaitement l'hébreu[réf. souhaitée]. De plus, il avait eu dans le passé des contacts avec la banque d'Israël, lorsqu'il était conseiller du gouvernement américain dans le cadre du programme de stabilisation de l'économie israélienne en 1985. Stanley Fischer est devenu citoyen israélien, ayant exercé son droit en application de la loi du retour, ce qui était impératif pour qu'il puisse être nommé à la banque d'Israël. Les autorités des États-Unis ont indiqué qu'il n'aurait pas à renoncer à sa citoyenneté américaine.[réf. souhaitée]

### Vie privée
En 2014, sa fortune personnelle est estimée à 56 millions de $. Il possède des actifs dans l'immobilier résidentiel dans la région de New York.

### Mort
Stanley Fischer meurt le 31 mai 2025 à l’âge de 81 ans, à Lexington (Massachusetts).

## Prix et récompenses
- Prix international du banquier de l'année (2010), décerné par Euromoney
- Meilleur gouverneur de banque centrale au Moyen-Orient (2010)